# Камышан, Иван Федосеевич
Иван Федосеевич Камышан (1917 — 1998) — советский военный строитель,  генерал-лейтенант. Начальник (командующий)  Центрального управления военно-строительных частей МСМ СССР   (1966—1986).

## Биография
Родился в 1917 году в посёлке Долинный Уральской области. В 1932 году окончил семилетку, в 1937 года два курса Ленинградского юридического института.
В РККА с 1938 года. В 1940 году после окончания Мелитопольского военно-авиационного училища  назначен штурманом самолёта в Забайкальский военный округ. С 1941 года штурман-преподаватель эскадрильи школы первоначального военного обучения. С 1943 года на Волховском фронте — штурман авиационного полка 242-й  авиационно-бомбардировочной дивизии. С 1944 по 1946 годы проходил обучение в Военной академии командного и штурманского состава ВВС РККА.
С 1946 года начальник Отдела кадров и заместитель начальника Управления ИТЛ и строительства № 560. С 1954 года секретарь парткома Главпромстроя МВД СССР. С 1955 года заместитель начальника Главного монтажного управления МСМ СССР. С 1966 по 1986 годы начальник Центрального управления военно-строительных частей МСМ СССР.
В отставке с 1986 года.